# Astaenomoechus punctifrons
Astaenomoechus punctifrons là một loài bọ cánh cứng trong họ Hybosoridae. Loài này được Howden & Gill miêu tả khoa học năm 2003.